# Liste der Naturdenkmale im Kreis Herford
Die Liste der Naturdenkmale im Kreis Herford nennt die Listen der in den Städten im Kreis Herford in Nordrhein-Westfalen gelegenen Naturdenkmale.
| Stadt        | Liste                                    |
| ------------ | ---------------------------------------- |
| Bünde        | Liste der Naturdenkmäler in Bünde        |
| Enger        | Liste der Naturdenkmäler in Enger        |
| Herford      | Liste der Naturdenkmäler in Herford      |
| Hiddenhausen | Liste der Naturdenkmäler in Hiddenhausen |
| Kirchlengern | Liste der Naturdenkmäler in Kirchlengern |
| Löhne        | Liste der Naturdenkmäler in Löhne        |
| Rödinghausen | Liste der Naturdenkmäler in Rödinghausen |
| Spenge       | Liste der Naturdenkmäler in Spenge       |
| Vlotho       | Liste der Naturdenkmale in Vlotho        |